# Бургундия (графство)
Вижте пояснителната страница за други значения на Бургундия.
Графство Бургундия (на френски: Franche Comté de Bourgogne; на немски: Freigrafschaft Burgund) е средновековно графство, съществувало от 982 до 1678 г. След това става пфалцграфство в състава на Кралство Горна Бургундия и включвало територията между река Сона и планината Юра. Към 11 век графството добива относителна самостоятелност, но остава в състава на Свещената Римска империя до 1678 г., когато е присъединено към Франция. От 1366 г. започва да се нарича Франш Конте („Свободен граф“).
На територията на бившето Графство Бургундия се разполага историческата област и съвременният регион Франш Конте.

## История
По Вердюнския договор от 843 г. графствата на Горна Бургундия (Портуа, Варе, Ескуан, Аму, Ажуа), от чийто земи после се образувало Графство Бургундия, били включени в Средното кралство на император Лотар I, а след неговата смърт през 855 г. били завещани на неговия син, краля на Лотарингия Лотар II.
Графството е управлявано от 995 до 1184 г. от членове на Иврейската династия (или Дом Бургундия-Иврея) и (в състава на линията Шалонски дом) от 1248 до 1330 г.

## Галерия
- Герб на Графство Бургундия до 13 век
- Графство Бургундия
- Бургундските графства в 9 век